# Zygoceropsis tasmaniensis
Zygoceropsis tasmaniensis är en skalbaggsart som beskrevs av Stefan von Breuning 1982. Zygoceropsis tasmaniensis ingår i släktet Zygoceropsis och familjen långhorningar. Inga underarter finns listade i Catalogue of Life.